# Вроцлавский кукольный театр
Вроцлавский кукольный театр — каменное здание расположенное на Театральной площади в городе Вроцлав в Польше, построенное в стиле необарокко Блюммерой. С 1964 года здании находится Вроцлавский кукольный театр. 

## Общая информация
Вроцлавский кукольный театр находится в старом здании ассоциации торговцев, построенном в 1894 году во Вроцлаве, Польша. Расположен на Театральной площади рядом со Старым городским садом и общественными банями.

## История
Здание в стиле необарокко было впервые спроектировано Блюммером в 1892-1894 годах, затем с 1905 по 1909 годы было расширено в соответствии с архитектурными планами Альберта Грау. 
Театр был основан в 1946 году, главным образом как детский развлекательный театр, который также гастролировал по деревням Нижней Силезии. В те годы, помимо спектаклей для детского театра, он также предлагает взрослые постановки. 
С сентября 2007 года Роберто Скольмовский являлся генеральным и художественным руководителем Вроцлавского кукольного театра. С сентября 2012 года Януш Ясиньски является управляющим директором Вроцлавского театра кукол, а Якуб Крофта - художественным руководителем. В настоящее время Вроцлавский театр кукол является важным европейским центром кукольного искусства. Коллектив театра - обладатель множества театральных наград и знаков отличия. Зарубежная аудитория проявляет большой интерес к постановкам театра. За последние три десятилетия Театр кукол провел более 50 гастролей во многих европейских странах, таких как Финляндия, Германия, Франция, Венгрия, Италия, Швейцария, Швеция и Австрия. Театр является участником нескольких фестивалей в Японии и в Америке.

## Сооружения театра
Кукольный театр имеет три независимые внутренние сцены: большую сцену на 250 мест, малую сцену на 80 мест и сцену наверху на 60 мест. В 2008 году Театр кукол запустил “Байкобус” (сказочный автобус), мобильную сцену, которая является мини-версией здания театра. Он содержит две отдельные кукольные сцены, создает неограниченные возможности постановки.
В 1995 году в театре был осуществлён проект «Детская художественная академия», который занимается обучением самых юных зрителей. Во время организации своей выставочной деятельности работает Галерея кукол, которая собирает наиболее эстетически и исторически ценные куклы и реквизит из спектаклей.
В 2009 году в театре стартовала “Сцена Нова” (Новая сцена), которая предназначена для взрослой аудитории.
В 2010 году “Огрод Старомейский” (Старый городской сад), который разместился рядом с театром, был отреставрирован и в нём разместилась “Сцене лета” (Летняя сцена), которая демонстрирует спектакли в тёплое время года.

## Награды
- 2016 год — Почётный знак Республики Польша «За заслуги в защите прав детей».[2]